# Canada Open 1986
Il Canada Open 1986 è stato un torneo di tennis giocato sul cemento.
È stata la 96ª edizione del Canada Open, che fa parte del Nabisco Grand Prix 1986
e del Virginia Slims World Championship Series 1986. Il torneo femminile si è giocato al Uniprix Stadium di Montréal in Canada dal 4 al 10 agosto 1986, quello maschile al Rexall Centre di Toronto in Canada dall'11 al 17 agosto 1986.

## Campioni

### Singolare maschile
Boris Becker ha battuto in finale  Stefan Edberg con il punteggio di 6–4, 3–6, 6–3.

### Singolare femminile
Helena Suková  ha battuto in finale  Pam Shriver con il punteggio di 6–2, 7–5.

### Doppio maschile
Chip Hooper /  Mike Leach hanno battuto in finale  Boris Becker /  Slobodan Živojinović con il punteggio di 6–7, 6–3, 6–3.

### Doppio femminile
Zina Garrison /  Gabriela Sabatini hanno battuto in finale  Pam Shriver /  Helena Suková con il punteggio di 7–6, 5–7, 6–4.